# 西藏鳞果草
西藏鳞果草（学名：Achyrospermum wallichianum）为唇形科鳞果草属下的一个种。